# 9K330 Tor-M1
Le TOR-M1 (code OTAN SA-15 Gauntlet et index GRAU 9K330) est un système d'armes antiaérien mobile de courte portée utilisant des missiles sol-air créé par le complexe militaro-industriel de la Russie du temps de l'URSS. Son développement a commencé en 1975 et il entré en service en 1986.

## Description
Il est utilisé pour la défense contre les drones, chasseurs-bombardiers et hélicoptères. Une version maritime existe, sous le nom de code OTAN SA-N-9.
Il est monté sur le châssis GM (châssis 9A330 type GM-355 et 9A331 type GM-5955). Contrairement à ses homologues russes, le Tor peut agir comme une unité indépendante, c'est-à-dire qu'il comprend tous les éléments nécessaires à son fonctionnement à l'intérieur d'un seul véhicule. Ainsi on retrouve dans le véhicule le radar de veille, le radar de conduite de tir ainsi que les missiles. L'autre particularité du Tor est sa capacité à s'affranchir d'un poste de commandement : il suffit qu'un deuxième véhicule de lancement Tor soit présent pour coordonner les opérations.
Comme le S-300 le Tor utilise le système de lancement à froid des missiles et les missiles sont tirés à la verticale. Un missile ainsi tiré se retourne en l'air grâce à des jets de gaz latéraux. Ce procédé permet de réduire les risques de dommages amis causés par le déclenchement du missile ou en cas de dysfonctionnement. Les missiles sont stockés dans des cassettes blindées à l'intérieur du véhicule par groupe de deux ou trois. Ceci lui offre une protection bien plus grande que d'autres systèmes comme les Koub ou Bouk qui ont leurs missiles à l’extérieur du véhicule ce qui le rend très vulnérable en cas de tir ennemi.
Ce système de défense aérienne utilise des missiles 9M330. Les missiles sont guidés par radiocommande. La portée maximale de tir est de 5 à 12 km et l'altitude maximale est de 4 à 6 km, en fonction de la vitesse cible. Le Tor original ne peut engager qu'une seule cible à la fois. La probabilité de tuer avec un seul missile est de 26 à 75 % contre les avions, de 50 à 88 % contre les hélicoptères et de 85 à 95 % contre les drones. Ce chiffre dépend de l'altitude de la cible. Plus la cible est élevée, plus il y a de chances qu'elle soit atteinte.
Le radar du Tor détecte les avions à une distance de 25 à 27 km, les hélicoptères à une distance de 12 km et les drones à une distance de 9 à 15 km. La portée de suivi est d'environ 20 km.
Ce système de missiles de défense aérienne fonctionne en batterie. Une batterie se compose de 4 véhicules. Il y a aussi des véhicules de rechargement, des camions transportant des missiles de rechargement et d'autres véhicules de soutien. Depuis 1989, la batterie Tor est également prise en charge par le poste de commandement mobile de Ranjir. Habituellement, une batterie de Tor fonctionne indépendamment. Bien que ce système puisse utiliser les données cibles d'autres radars de surveillance.

## Fiche technique
| Paramètres                                                      | Valeur                                        |
| --------------------------------------------------------------- | --------------------------------------------- |
| Année de fabrication                                            | 1986 - présent                                |
| Constructeur                                                    | Almaz-Antey avec la participation de Kupol    |
| Portée contre objectifs d'une SER de 0,01 m2 et plus de 700 m/s | 1 000-7 000 m                                 |
| Portée contre objectifs à =/- 300 m/s                           | 1 000-10 000 m,                               |
| Portée contre objectifs à plus de 600 m/s                       | plus de 12 000 m                              |
| Altitude contre objectifs d'une SER de 0,01 m2                  | 50-6 000 m                                    |
| Altitude contre objectifs à =/- 300 m/s                         | 10-10 000 m                                   |
| Altitude contre objectifs à plus de 600 m/s                     | 10-7 000 m                                    |
| Temps de préparation                                            | 3 min                                         |
| Temps de réaction                                               | 5-8 s                                         |
| Châssis                                                         | TOR : 9A330, TOR-M1 : 9A331, TOR-M2 : 9A331M2 |
| Guidage                                                         | radar                                         |

## Variantes

### Tor-M2E
Il s'agit d'une version évoluée montée sur châssis à roues MZKT-6922 (9A331MK) et disposant d'une électronique améliorée.
Il est déployé lors de l'intervention militaire russe en Syrie à partir de 2018. Selon le journaliste Viktor Mourakhovsky, d'avril à octobre 2018, les Tor-M2 ont abattu 80 cibles aériennes avec une efficacité de 80 % lors des dizaines d'attaques de drones sur la base aérienne de Hmeimim tandis que le médiatique Pantsir S-1 n'aurait eu qu'une efficacité de 19 %.

## Galerie

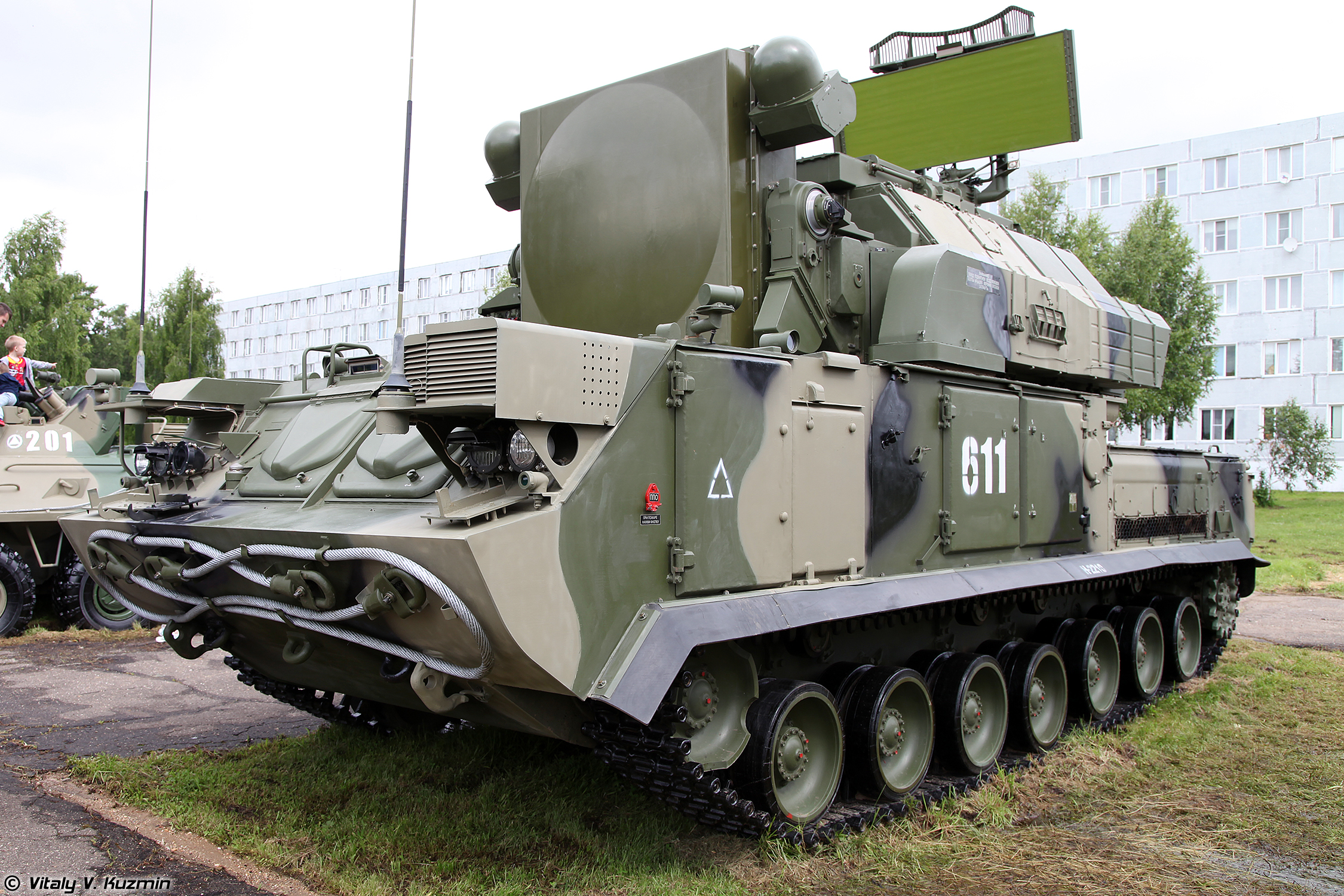
Tor-M2 du 538e régiment de la 4e division blindée de la Garde.
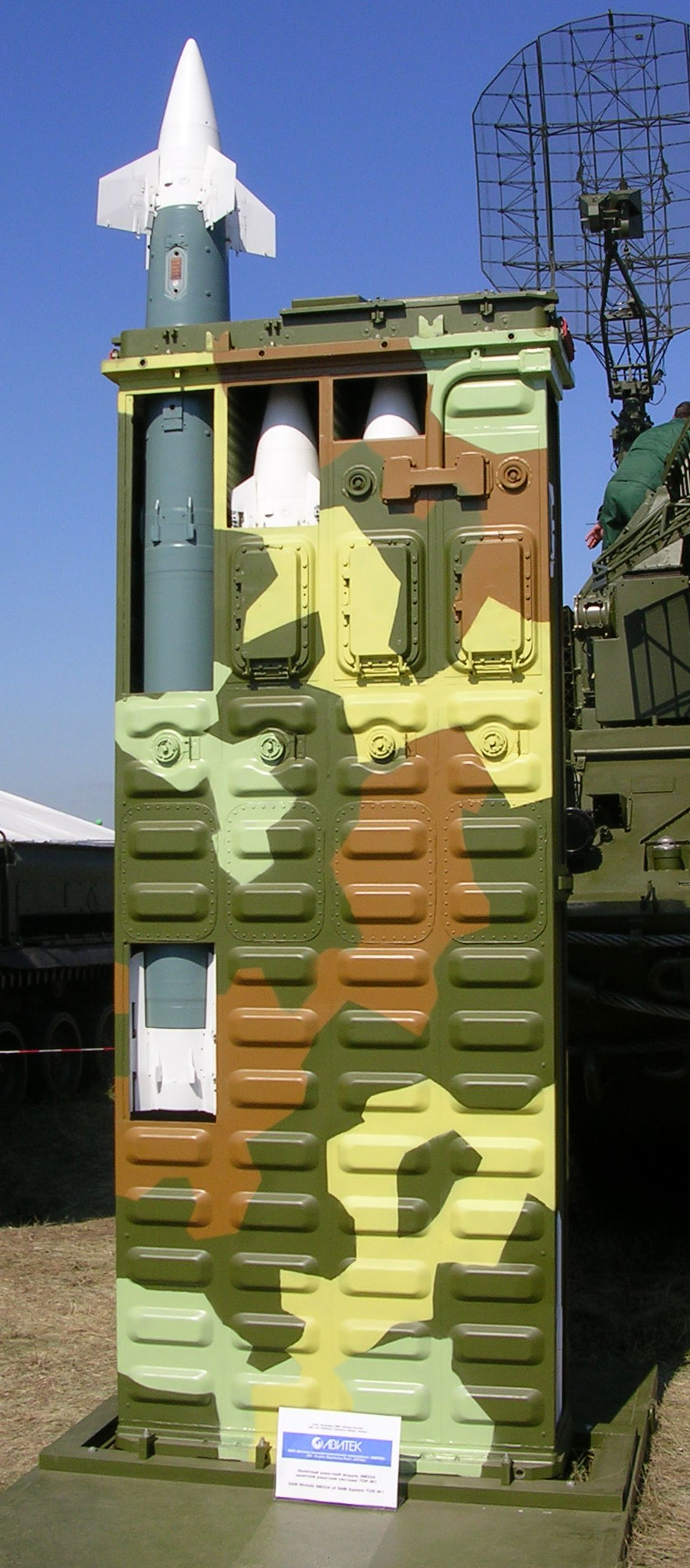
Groupe de 9M330.
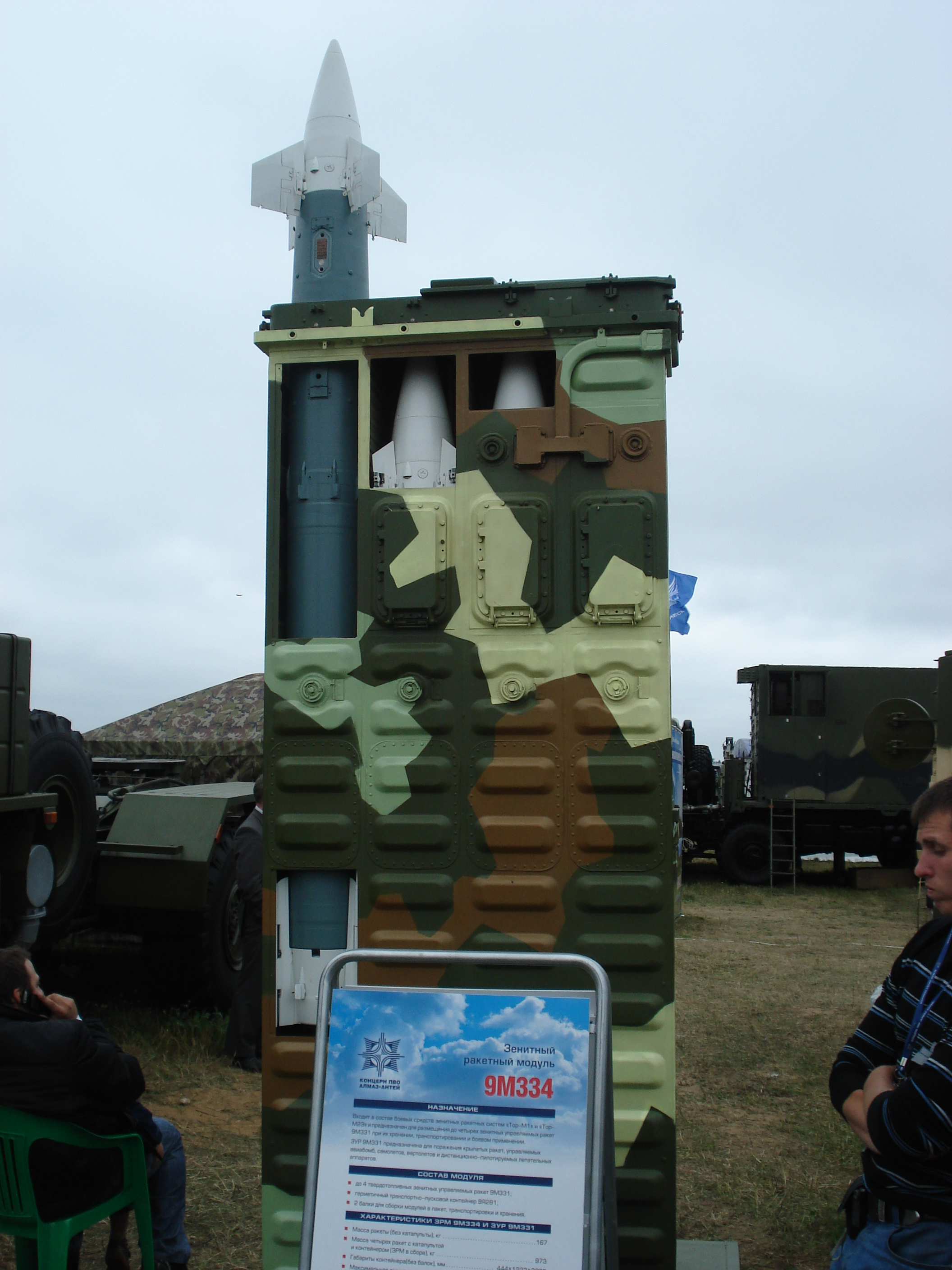
9M334.
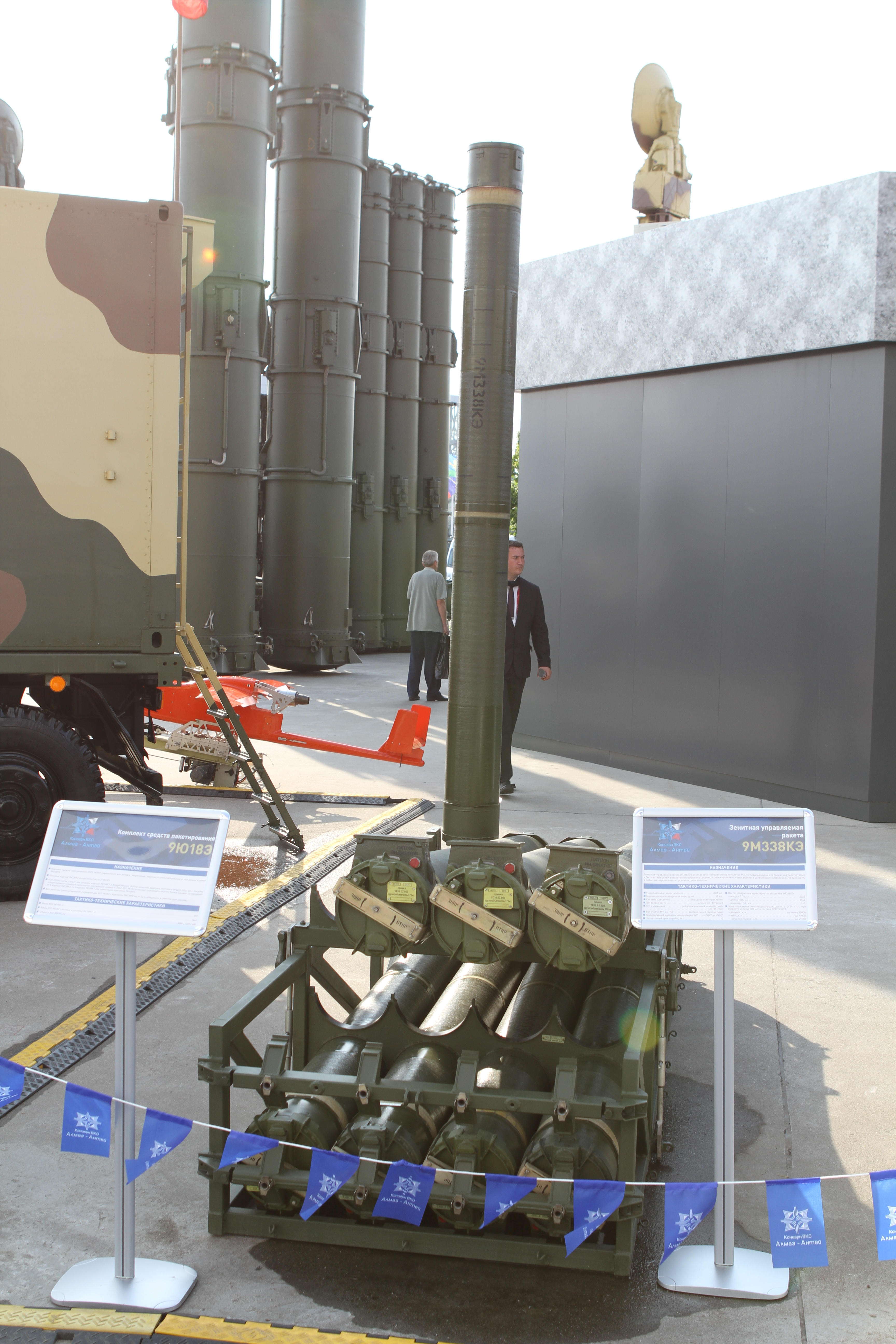
9M338.
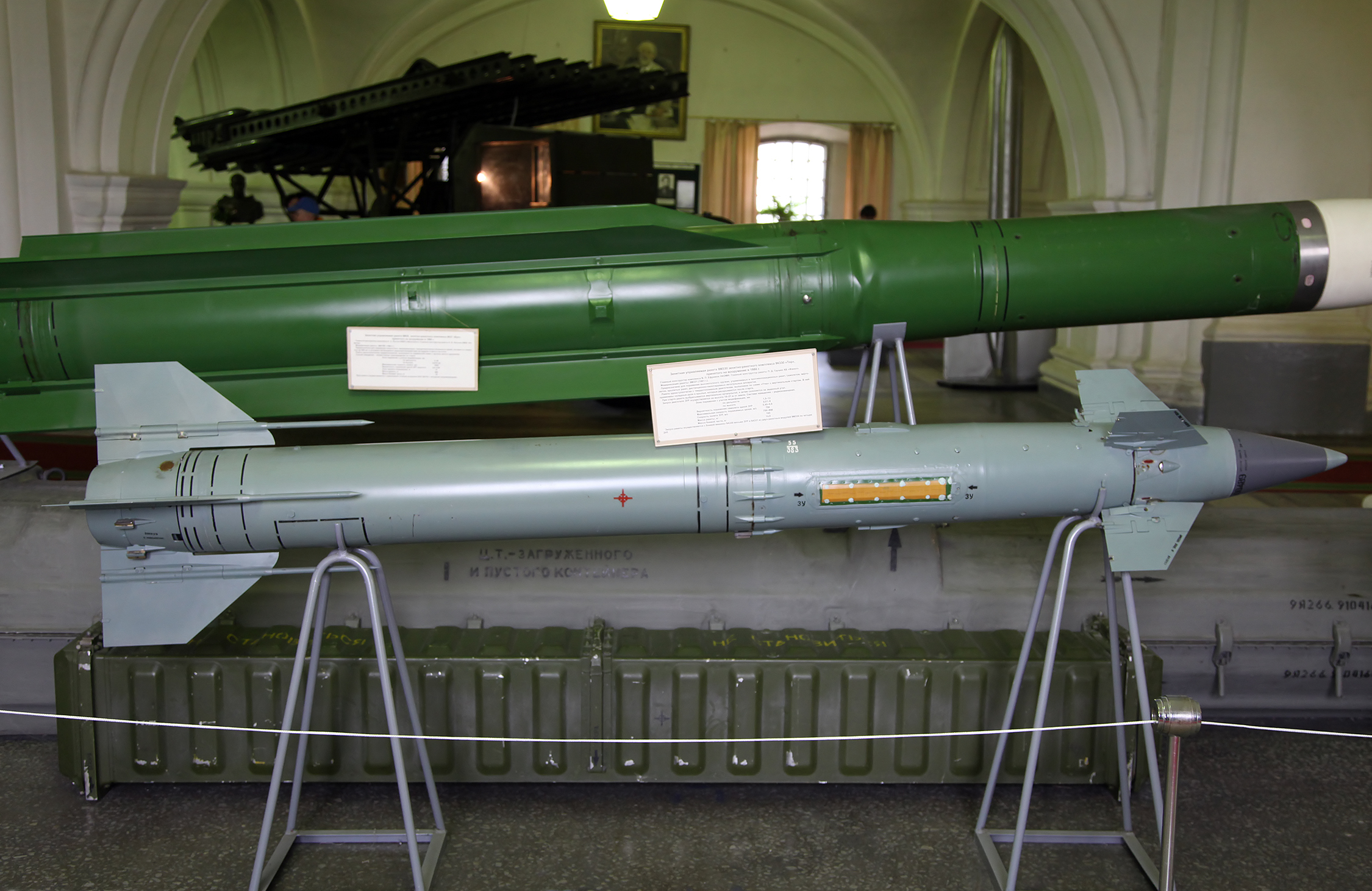
9M330
- Utilisation du Tor-M1 en Ukraine
- Utilisation du Tor-M2 en Ukraine

## Utilisateurs
[Quand ?]
- Algérie - Tor BUKM2E
- Arménie - Tor M2KM nombre inconnu en 2022[5].
- Azerbaïdjan - nombre inconnu en 2022
- Biélorussie - 21 Tor M2E opérationnels en 2022[6].
- Birmanie
- Chine - 24 Tor-M1 opérationnels en 2022[7].
- Chypre
- Égypte
- Grèce -  21 Tor-M et 368 missiles achetés à la Russie en 1999 pour 552 millions de dollars[8]. 25 Tor M-1 opérationnels en 2022[9]. À la suite de la rupture des contrats de maintenance avec la Russie en 2023, ils devront être retirés du service[10]. En janvier 2024, un site parle de 4 TEL qui seront transférés à l’Ukraine[11].
- Iran - En service dans la Force aérospatiale du Corps des Gardiens de la révolution islamique.
- Russie - 172[12] + 8 bataillons de Tor M2U (M1-2U) (quatre lanceurs de chaque)[13]. 116 Tor-M1-2U et M2 livrés en 2012-2017[14]. Au moins 132 véhicules opérationnels en 2022[15].
- Pérou
- Syrie
- Ukraine - 6 Tor-M
- Yémen